# 代换-置换网络

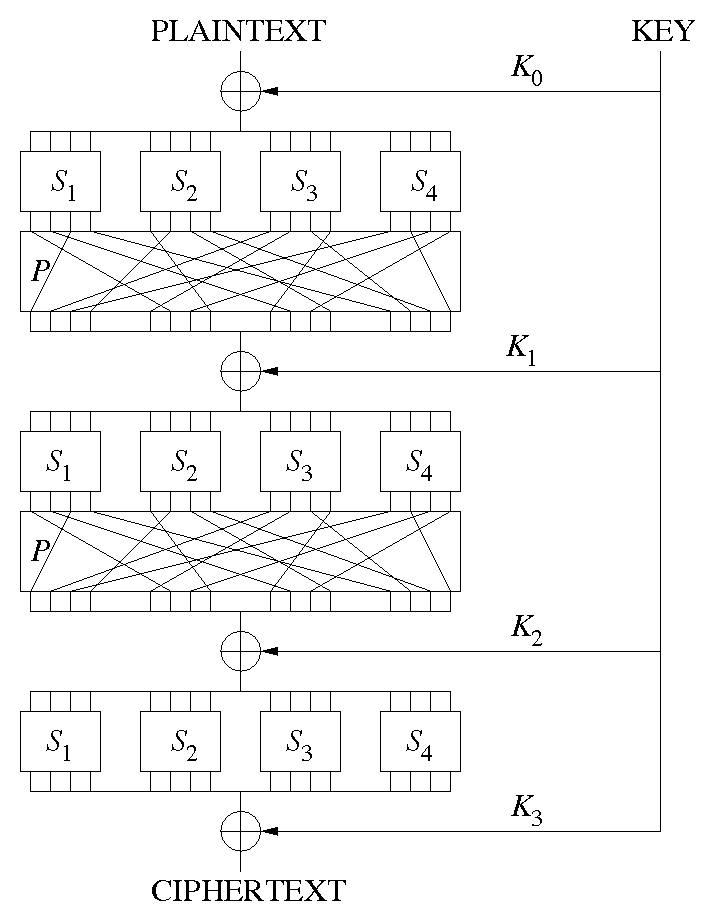
简略表示的SPN算法变种，其中包括三轮加密，使用多个S盒和P盒，加密16位的明文块到等长密文块。S盒由S_{i}表示，P盒由 P表示，轮密钥为K_{i}。

在密码学中，代换-置换网络（或译作置换排列网络，縮寫作或）是乘积密码和分组加密的一种。美國數學家克劳德·香农为了利用简单的代换-置换方式进行常规加密，在1949年发明了代换-置换网络。

## 简介
代换-置换网络是一系列被应用于分组密码中相关的数学运算，高級加密標準（英語：AES）、3-Way、Kuznyechik、PRESENT、SAFER、SHARK、Square都有涉用。这种加密网络使用明文塊和密钥塊作为输入，并通过交错的若干“轮”（或“层”）代换操作和置换操作產生密文塊。代换（Substitution）和置换（Permutation）分别被称作S盒（替換盒）和P盒（排列盒）。由于其实施于硬件的高效性，SPN的应用十分广泛。

## 定义
一个SPN包括两个长度分别为l, m的映射变换，变换结果为lm分组长度的明文到相同分组长度的密文空间。为对分组进行加密，需要一个同样长度为lm的密钥。而该密钥每一轮加密中均不相同，由初始密钥K按照一定原则产生。加密主要包括三个部分：代换，置换和轮密钥混合（通常为异或（英語：XOR）操作）。密钥的生成规则称为密钥编排算法。
定义：
{\displaystyle \pi _{s}:\lbrace 0,1\rbrace ^{l}\to \lbrace 0,1\rbrace ^{l}}
{\displaystyle \pi _{p}:\lbrace 1,2,..,lm\rbrace \to \lbrace 1,2,..,lm\rbrace }
为S盒和P盒。加密共N轮。则对
{\displaystyle K\subseteq (\lbrace 0,1\rbrace ^{lm})^{N}}
的密钥编排方案，使用如下算法顺序加密明文x：
- {\displaystyle \pi _{s}:x\longrightarrow w}
- {\displaystyle \pi _{p}:w\longrightarrow u}
- {\displaystyle xor:u,K^{N}\longrightarrow v}

直至生成密文。

## 变种
被选作高级加密标准的Rijndael使用的就是8比特映射到8比特的S盒，密钥长度最小为128比特，最小轮数为10，分组长度同样为128比特。该大小的S盒和密钥长度保证了安全性。常用的变种包括使用不止一个S盒，或者在每一轮中增加或替换一个可逆的线性变换，这可以在高级加密标准中看到。

## 延伸閲讀
- Katz, Jonathan; Lindell, Yehuda. . CRC Press. 2007. ISBN 9781584885511.
- Stinson, Douglas R.  Third. Chapman & Hall/CRC. 2006. ISBN 1584885084.